# Cal Toi
Cal Toi és un edifici del municipi de Sant Andreu de Llavaneres (Maresme) inclòs en l'Inventari del Patrimoni Arquitectònic de Catalunya.

## Descripció
És una casa de planta baixa i pis, amb coberta a dos vessants. A la façana principal hi ha l'antiga porta feta amb grans blocs de pedra i una llinda amb gravats a la part alta, que avui ha estat convertida en finestra. Data del segle xvi. A la primera planta hi ha una finestra amb gravats de la mateixa època. La coberta és a dues aigües.
A la planta baixa se situen la cuina, una petita cambra i un antic celler, avui menjador. A la primera planta hi ha unes golfes i una habitació. L'habitatge destaca per la seva senzillesa.

## Història
El seu origen de construcció és indeterminat, ja que conserva poques restes antigues, però per estructura sembla dels segles XVI-XVII.